# Arrondissement de Hersfeld-Rotenburg
L’arrondissement de Hersfeld-Rotenburg est un arrondissement (Landkreis en allemand) de Hesse (Allemagne) situé dans le district (Regierungsbezirk en allemand) de Cassel. Son chef-lieu est Bad Hersfeld.

## Villes, communes et communautés d'administration
(nombre d'habitants en 2008)
| Städte - 1. Bad Hersfeld (30 139) - 2. Bebra (14 067) - 3. Heringen (Werra) (7 683) - 4. Rotenburg an der Fulda (13 753) | Gemeinden - 1. Alheim (5 189) - 2. Breitenbach am Herzberg (1 818) - 3. Cornberg (1 592) - 4. Friedewald (2 426) - 5. Hauneck (3 234) - 6. Haunetal (3 116) - 7. Hohenroda (3 334) - 8. Kirchheim (3 751) - 9. Ludwigsau (5 762) - 10. Nentershausen (2 955) - 11. Neuenstein (3 168) - 12. Niederaula (5 504) - 13. Philippsthal (Werra) (4 325) - 14. Ronshausen (2 417) - 15. Schenklengsfeld (4 649) - 16. Wildeck (5 102) |

## Patrimoine
- Château de Holzheim